# Anatolij Solomin
Anatolij Solomin (* 2. července 1952) je bývalý sovětský atlet, chodec.
Na přelomu 70. a 80. let 20. století patřil k nejlepším světovým chodcům. Na mistrovství Evropy v roce 1978 obsadil v závodě na 20 kilometrů třetí místo. V olympijském závodě v roce 1980 na této trati vedl, krátce před cílem byl diskvalifikován. Největším úspěchem se tak pro něj stal titul halového mistra Evropy v chůzi na 5000 metrů v roce 1983.